# Vadym Vitenčuk
Vadym Vjačeslavovyč Vitenčuk (in ucraino Вадим Вячеславович Вітенчук?; 13 gennaio 1997) è un calciatore ucraino, centrocampista dell'Obolon'.

## Caratteristiche tecniche
È un centrocampista difensivo.

## Carriera
Ha sempre giocato nel campionato ucraino.